# نيكولاس إيوانيديس
نيكولاس إيوانيديس (باليونانية: Νίκος Ιωαννίδης)‏ (26 أبريل 1994 برمشايد في ألمانيا - ) هو لاعب كرة قدم يوناني في مركز الهجوم. شارك مع منتخب اليونان تحت 17 سنة لكرة القدم ومنتخب قبرص تحت 19 سنة لكرة القدم ومنتخب اليونان تحت 19 سنة لكرة القدم ومنتخب اليونان تحت 21 سنة لكرة القدم. أما مع النوادي، فقد لعب مع بوروسيا دورتموند 2 وبي إي سي زفوله ونادي أستيراس تريبوليس ونادي أولمبياكوس وهانزا روستوك.

## روابط خارجية
- نيكولاس إيوانيديس على موقع قاعدة بيانات كرة القدم.إي يو (الإنجليزية)
- نيكولاس إيوانيديس على موقع بيانات كرة القدم. دي إي (الألمانية)
- نيكولاس إيوانيديس على موقع Soccerway.com (الإنجليزية)
- نيكولاس إيوانيديس على موقع عالم كرة القدم.نت (الإنجليزية)